# Parlamentswahlen in Italien 1983
- DP: 7
- PCI: 198
- PSI: 73
- PR: 11
- PSDI: 23
- PRI: 29
- Sonst.: 2
- UV: 1
- SVP: 3
- DC: 225
- PLI: 16
- MSI: 42

Die Parlamentswahlen von 1983 fanden am 26. und 27. Juni 1983 statt. Sie waren die zehnten nach dem Ende des Zweiten Weltkriegs und der Einführung des allgemeinen Männer- und Frauenwahlrechts. Dabei gelang es den Sozialisten (Partito Socialista Italiano), ihren Stimmenanteil zulasten der dominierenden Christdemokraten (Democrazia Cristiana) und der Kommunisten, der bisher stärksten Oppositionspartei, so zu steigern, dass ihr Vorsitzender Bettino Craxi an der Spitze einer Koalition mit den Christdemokraten zum Regierungschef gewählt wurde. Abgesehen von der kurzen Episode unter Giovanni Spadolini war Craxi damit der erste italienische Regierungschef seit 1945, der nicht den Christdemokraten angehörte.

## Ergebnisse

### Camera dei deputati
| Listen                   | Listen                                        | Stimmen    | %    | Mandate |
| ------------------------ | --------------------------------------------- | ---------- | ---- | ------- |
|                          | Democrazia Cristiana                          | 12.153.081 | 32,9 | 225     |
|                          | Partito Comunista Italiano                    | 11.032.318 | 29,9 | 198     |
|                          | Partito Socialista Italiano                   | 4.223.362  | 11,4 | 73      |
|                          | Movimento Sociale Italiano – Destra Nazionale | 2.511.487  | 6,8  | 42      |
|                          | Partito Repubblicano Italiano                 | 1.874.512  | 5,1  | 29      |
|                          | Partito Socialista Democratico Italiano       | 1.508.234  | 4,1  | 23      |
|                          | Partito Liberale Italiano                     | 1.066.980  | 2,9  | 16      |
|                          | Partito Radicale                              | 809.810    | 2,2  | 11      |
|                          | Democrazia Proletaria                         | 542.039    | 1,5  | 7       |
|                          | Partito Nazionale Pensionati                  | 503.461    | 1,4  | –       |
|                          | Südtiroler Volkspartei                        | 184.940    | 0,5  | 3       |
|                          | Liga Veneta                                   | 125.311    | 0,3  | 1       |
|                          | Lista per Trieste                             | 92.101     | 0,2  | –       |
|                          | Partito Sardo d’Azione                        | 91.923     | 0,2  | 1       |
|                          | UV – UVP – DP                                 | 28.086     | 0,1  | 1       |
|                          | Sonstige                                      | 158.360    | 0,4  | –       |
| Gesamt                   | Gesamt                                        | 36.906.005 | 100  | 630     |
|                          |                                               |            |      |         |
| Ungültige Stimmen        | Ungültige Stimmen                             | 2.282.177  | 5,8  |         |
| Wähler                   | Wähler                                        | 39.188.182 | 88,0 |         |
| Wahlberechtigte          | Wahlberechtigte                               | 44.526.357 |      |         |
|                          |                                               |            |      |         |
| Quelle: Innenministerium |                                               |            |      |         |

### Senato della Repubblica
| Listen                   | Listen                                        | Stimmen    | %    | Mandate |
| ------------------------ | --------------------------------------------- | ---------- | ---- | ------- |
|                          | Democrazia Cristiana                          | 10.077.204 | 32,4 | 120     |
|                          | Partito Comunista Italiano                    | 9.577.071  | 30,8 | 107     |
|                          | Partito Socialista Italiano                   | 3.539.593  | 11,4 | 38      |
|                          | Movimento Sociale Italiano – Destra Nazionale | 2.283.524  | 7,3  | 18      |
|                          | Partito Repubblicano Italiano                 | 1.452.279  | 4,7  | 10      |
|                          | Partito Socialista Democratico Italiano       | 1.184.936  | 3,8  | 8       |
|                          | Partito Liberale Italiano                     | 834.771    | 2,7  | 6       |
|                          | Partito Radicale                              | 548.229    | 1,8  | 1       |
|                          | Partito Nazionale Pensionati                  | 370.756    | 1,2  | –       |
|                          | Democrazia Proletaria                         | 327.750    | 1,1  | –       |
|                          | Südtiroler Volkspartei                        | 157.444    | 0,5  | 3       |
|                          | PLI – PRI                                     | 127.504    | 0,4  | 1       |
|                          | PLI – PRI – PSDI                              | 100.218    | 0,3  | –       |
|                          | Liga Veneta                                   | 91.171     | 0,3  | 1       |
|                          | Lista per Trieste                             | 85.542     | 0,3  | –       |
|                          | Partito Sardo d’Azione                        | 76.797     | 0,2  | 1       |
|                          | PLI – PSDI                                    | 72.298     | 0,2  | –       |
|                          | Per il Rinnovamento del Molise (PCI – PSI)    | 33.525     | 0,1  | –       |
|                          | Lista per Trieste – PPPIU                     | 27.940     | 0,1  | –       |
|                          | UV – UVP – DP                                 | 26.547     | 0,1  | 1       |
|                          | Sonstige                                      | 93.912     | 0,3  | –       |
| Gesamt                   | Gesamt                                        | 31.089.011 | 100  | 315     |
|                          |                                               |            |      |         |
| Ungültige Stimmen        | Ungültige Stimmen                             | 2.313.128  | 6,9  |         |
| Wähler                   | Wähler                                        | 33.402.139 | 88,8 |         |
| Wahlberechtigte          | Wahlberechtigte                               | 37.603.817 |      |         |
|                          |                                               |            |      |         |
| Quelle: Innenministerium |                                               |            |      |         |